# Urbana Marguerite Samaran
Urbana Marguerite Samaran, née le 22 février 1852 à Montevideo et morte le 21 février 1934 à Chamonix, est une peintre française.

## Biographie
Urbana Marguerite Samaran est la fille de Joseph Samaran (1818-1895) et de Dorothée Rodriguez.
Élève de Nikólaos Gýzis, Franz von Lenbach et Louis-Joseph-Raphaël Collin, elle expose au Salon à partir de 1877.
Lors de l'Exposition universelle de 1889, elle présente de nombreux tableaux au pavillon de l'Uruguay.
Elle meurt célibataire à son domicile de Chamonix, à l'âge de 81 ans. Elle est inhumée le 24 février 1934 au cimetière du Montparnasse.

## Œuvres exposées aux Salons parisiens
(sauf mention)
- En 1500, au Salon de 1877
- Portrait de *, au Salon de 1884
- Portrait de M. C. B., au Salon de 1886
- Portrait de Mlle R. D., au Salon de 1887
- Portraits de M. le Prince de V., au Salon de 1887
- Lassitude, au Salon de 1888
- Accompagnement inattendu, au Salon de 1889
- Retour de l’avenue du Bois, au Salon de 1890
- Portrait de Blaise Desgoffe, au Salon de 1891
- Portrait de Mlle R. de M., au Salon de 1891
- Consultation ; l’expert voudrait pourtant être aimable, au Salon de 1893
- Dans la galerie d’Apollon ; Musée du Louvre, au Salon de 1893
- Chut !, au Salon de 1895
- Chez le professeur ; chansons d'antan, au Salon de 1896
- Rêve, au Salon de 1897
- Portrait de Mme de G., au Salon de 1897
- Rayon de soleil, au Salon de 1898
- Au champagne, au Salon de 1899
- Vieille histoire, au Salon de 1899 (Toulouse)
- Le cadeau, au Salon de 1900
- Est-il gentil ?, au Salon de 1901
- Date heureuse ; Mme Réjane, au Salon de 1901
- Embarras au post-scriptum, au Salon de 1901 (Toulouse)
- A Passy, au Salon de 1902
- Hommage au maître, au Salon de 1904
- N’entend pas ; ... toute à Rostand !, au Salon de 1904
- Je ne sais pas tout, au Salon de 1905
- Chez une élève de Metsu ; "elles causent", au Salon de 1907
- Une passionnée d'art, au Salon de 1907
- En Suisse ; devant le Well-Wetterhorn, Rosenlaüi, au Salon de 1908
- A Lugano ; devant le mont Bré, au Salon de 1909
- A la recherche d'une pensée, au Salon de 1910
- Chanson d'antan, au Salon de 1911
- Chez un artiste ; la visiteuse : "Mais c'est charmant !", au Salon de 1912
- A Chamonix ; " bonne fête ! ", au Salon de 1913